# Чёрный, Всеволод Григорьевич
Все́волод Григо́рьевич Чёрный (11 сентября 1941 — 7 августа 1989) — советский боксёр наилегчайшей весовой категории, выступал за спортивное общество «Буревестник», мастер спорта. В течение многих лет занимал должность главного врача сборной СССР по боксу, возглавлял медицинскую комиссию федерации бокса, преподаватель и теоретик в области спортивной медицины, доцент, кандидат медицинских наук.

## Биография
Родился 11 сентября 1941 года в эвакуации в деревне под Казанью.
Активно заниматься боксом начал в раннем детстве, проходил подготовку под руководством тренера Бориса Грекова. Закончил Московскую школу №163, поступил в ГЦОЛИФК, который окончил с красным дипломом. Во время обучения в институте работал на кафедре бокса, присоединился к спортивному обществу «Буревестник». Выступал в наилегчайшем весе, был призёром всесоюзных и международных турниров, провёл более ста официальных поединков, в результате чего добился звания мастера спорта СССР.
По окончании ГЦОЛИФК Чёрный поступил и успешно окончил Московский медицинский институт им. Пирогова. Устроился работать врачом в сборную СССР по боксу. Позже возглавлял медицинскую комиссию Федерации бокса СССР, был членом медицинской комиссии АИБА, автор множества методических пособий и научных работ, в частности, в 1988 году вышла в свет его книга «Спорт без травм».
Доцент, кандидат медицинских наук, был наставником Валирия Николаева, который впоследствии тоже стал главным врачом национальных сборных СССР и России.
Умер 7 августа 1989 года, похоронен на Востряковском кладбище в Москве.